# Cimetière Louise III
Le cimetière Louise III, dans le quartier berlinois de Westend, est un cimetière de quartier d'avenue qui existe depuis 1891 et a une taille de 12 hectares. Le cimetière dans son ensemble est sous la protection des monuments
Le cimetière est situé sur la Fürstenbrunner Weg, à proximité immédiate du cimetière du Souvenir de l'Empereur Guillaume et y est relié par deux chemins.

## Histoire
En raison de la croissance démographique rapide de Charlottenbourg à la fin du XIXe siècle. Au tournant du siècle, le cimetière Louise II (de), ouvert seulement en 1867, redevient bientôt trop petit. Un nouveau cimetière est donc créé sur le site d'une sablière appartenant à l'église sur Spandauer Berg, bien en dehors de l'ancien lotissement au nord de Charlottenbourg. La planification commence en 1891 avec la nomination d'une commission de conception. Le paysagiste Otto Vogeler (de) en est chargé, qui ne suit pas la tendance alors actuelle des cimetières de parc, mais planifie un cimetière de quartier d'avenue avec des plantes indigènes. 500 arbres d'alignement, principalement des tilleuls, des érables et des chênes, ainsi que 4 500 autres arbres sont plantés. La première inhumation dans le nouveau cimetière a lieu le 19 juin 1891. Au cours des deux années suivantes, la chapelle du cimetière est construite sur les plans de Johannes Vollmer et Heinrich Jassoy (de). Ils sont sortis gagnants d'un concours pour la conception d'une chapelle. La chapelle est un bâtiment en brique rouge clair avec des éléments de style gothique primitif. Le socle est en grès artificiel, les façades sont structurées par des pierres façonnées vernissées noires, des pierres de corniche vernissées marron et des panneaux blancs. La chapelle s'ouvre vers l'entrée par un vestibule sous un grand arc en plein cintre. Une tourelle élancée et haute dominait le toit, mais est perdue pendant la Seconde Guerre mondiale . La chapelle est classée comme église à piliers muraux et est considérée comme une chapelle de cimetière typique pour la période de 1890 à 1905.

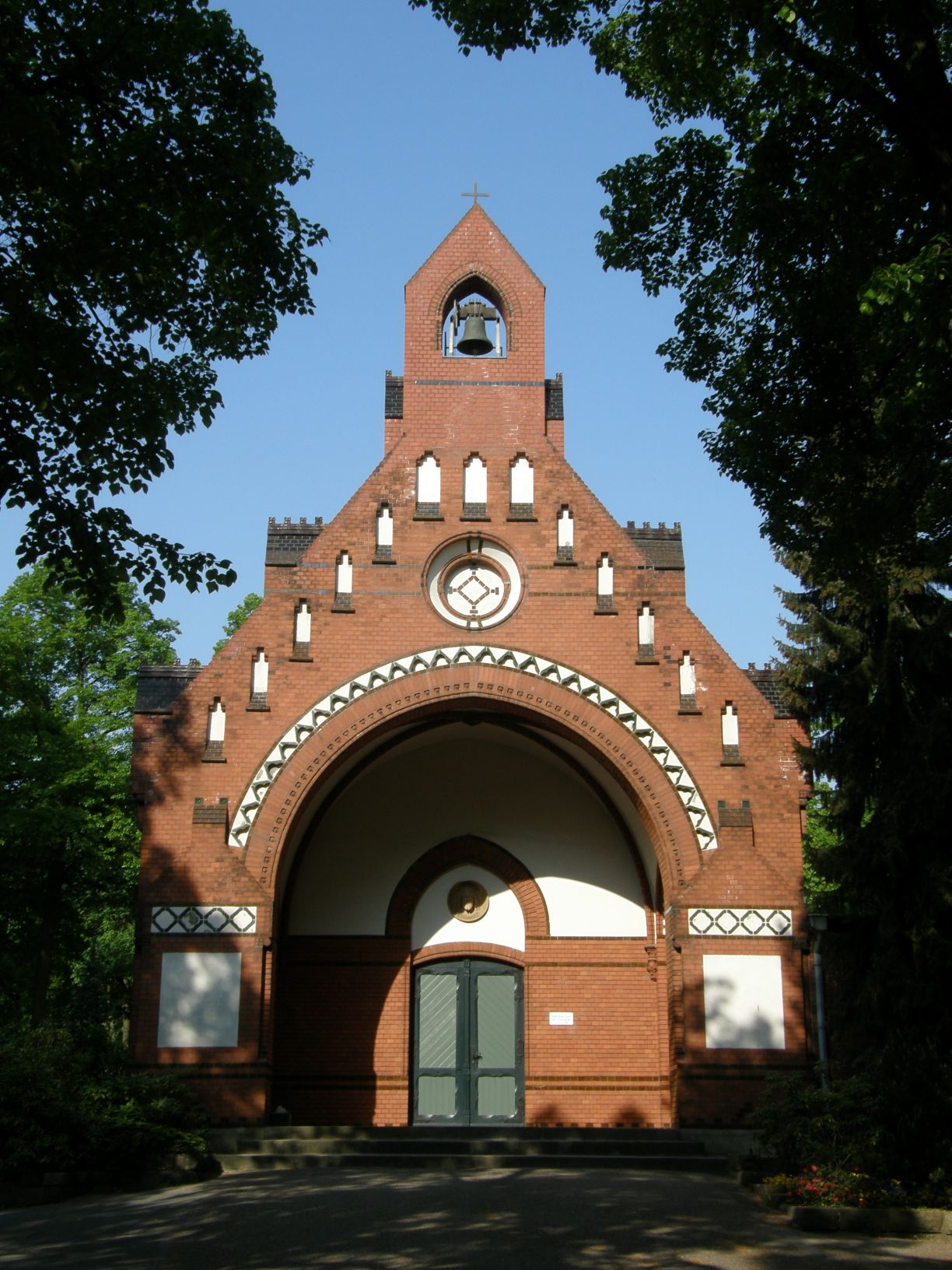
Chapelle du cimetière

Un portail d'entrée, également prévu par Vollmer et Jassoy, qui aurait correspondu architecturalement à la chapelle, n'est pas réalisé. Au lieu de cela, un portail en fonte est construit. En 1893/94, un bâtiment administratif d'un étage et demi est construit au nord de l'entrée sur la base des plans de Paul Bratring (de). Le bâtiment en brique rouge reprend l'architecture de la chapelle du cimetière. Il abrite l'administration des trois cimetières de Luisengemeinde ainsi qu'un appartement pour le fossoyeur.
En 1905, le cimetière est agrandi vers le sud jusqu'à sa taille actuelle. Vogeler poursuit ici le dessin géométrique du cimetière. Pour créer les avenues, 300 tilleuls et 180 ormes sont plantés dans la zone d'agrandissement. Depuis lors, la zone du cimetière ne change que légèrement. Dans le coin sud-ouest, une partie du cimetière est utilisée par la communauté arménienne de Berlin.
Un mémorial est construit en 1922 pour les morts de la Première Guerre mondiale et fait partie du mémorial du jardin. Des tombes de guerre se trouvent dans le cimetière depuis 1945. Il existe plusieurs installations abritant au total 816 victimes de guerre.
De 2013 à 2015, l'avenue principale du Kapellenberg et la Kapellenplatz sont repensées par les architectes paysagistes relais, sur la base d'une rénovation de préservation historique du bâtiment existant,.

## Tombes importantes sur le plan de l'histoire de l'art

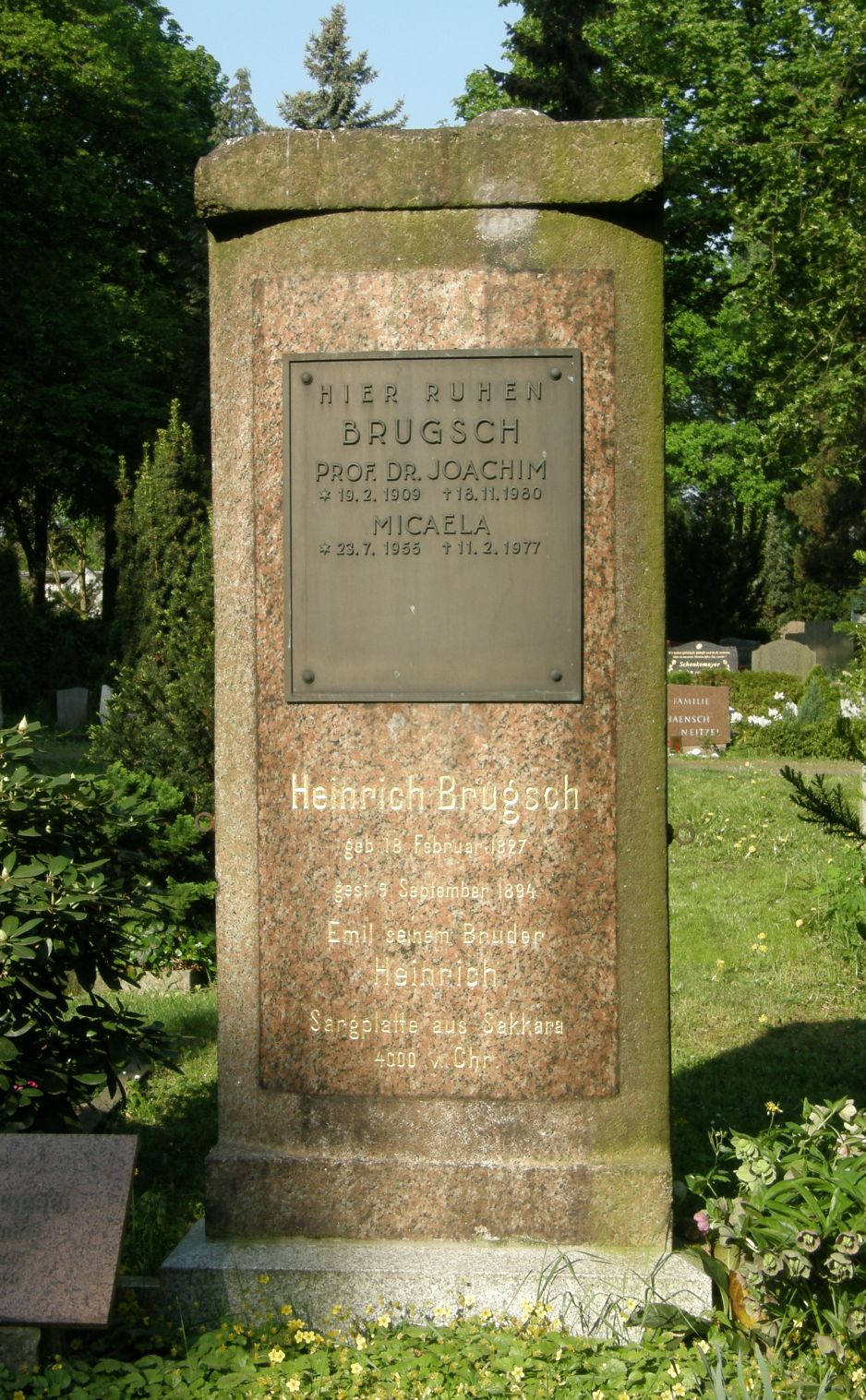
Tombe d'Heinrich Brugsch

### Tombe d'Heinrich Brugsch
Le tombeau de l'égyptologue Heinrich Brugsch est unique car il s'agit d'un couvercle de sarcophage datant probablement de l'Ancien Empire. L'inscription apposée à la fin du XIXe siècle indiquant l'âge « 4000 av. JC. » n’est pas tenable du point de vue actuel. Les experts supposent qu'elle a été créée entre 2400 et 2200 avant JC. La dalle du cercueil est en granit rose, également appelé granit d'Assouan, et provient de Saqqarah. Pour le tombeau, il est placé verticalement et étiqueté. Un frère de Heinrich Brugsch, Emil Brugsch, devenu conservateur des musées égyptiens de Bulaq et du Caire avec le soutien de Heinrich Brugsch, fait réaliser cette tombe insolite. Le dessin original comprend un médaillon en bronze avec un portrait de Brugsch, réalisé par Max Rabes (de). Il y a aussi une plaque de bronze avec un oiseau, des fleurs de lotus et une inscription arabe. Au lieu de cela, il y a maintenant une plaque avec les détails des descendants de Brugsch qui y sont également enterrés.

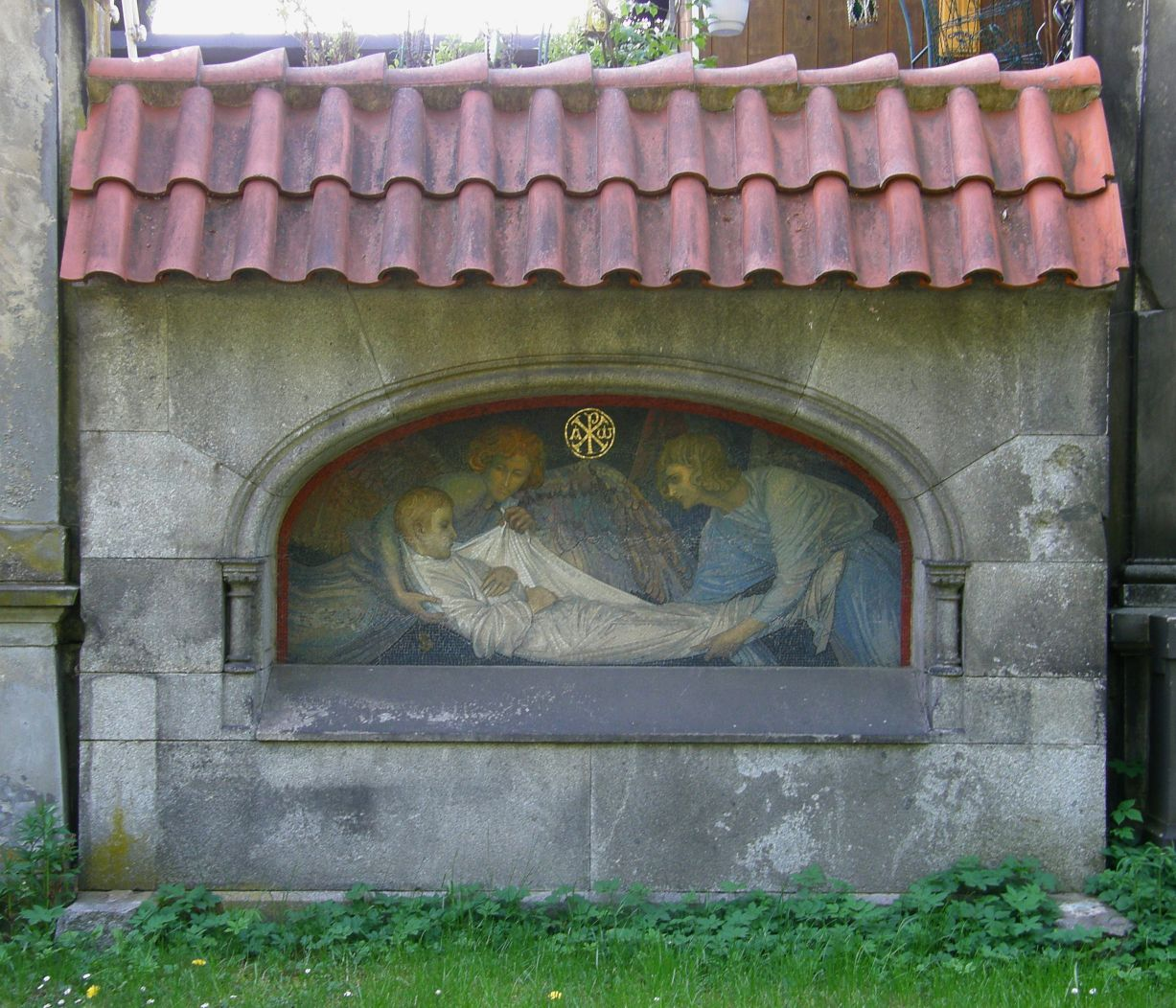
Tombe Grisebach

### Tombe Grisebach
À l'occasion du décès de son fils Edward, l'architecte Hans Grisebach fait construire une sépulture héréditaire selon ses idées. Cette tombe se distingue sur le mur ouest du cimetière par sa sobriété agréable, limitée à la qualité de l'exécution. Ceci est caractérisé par une mosaïque d'Hermann Schaper, qui montre le fils décédé élevé par des anges. La production de la mosaïque est attribuée à la société Puhl & Wagner (de).

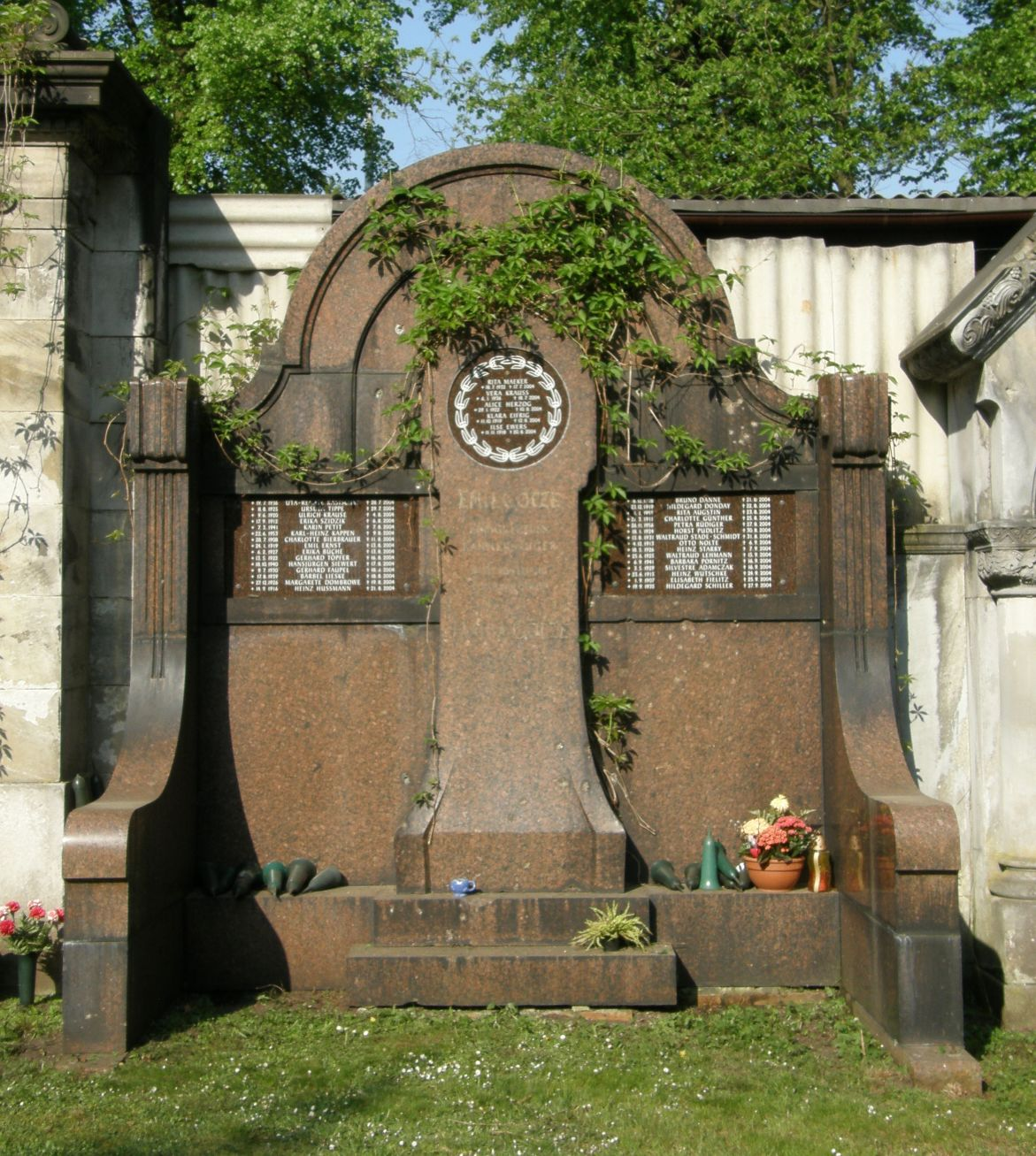
La tombe de Götze telle qu'elle était en 2009

### Tombe d'Emil Götze
Après sa mort, les descendants du « Kammersänger royal prussien » Emil Götze (de) ont une sépulture héréditaire conçue par le bureau d'architectes Erdmann & Spindler (de), qui s'est déjà distingué par de nombreux modèles de tombes représentatifs.

## Personnalités enterrées
- Bernhard Afinger (de) (1813-1882), sculpteur
- August Aschinger (de) (1862-1911), restaurateur (Aschinger)
- Georg Bleibtreu (1828-1892), peintre de batailles
- Karl Bleibtreu (1859-1928), poète et écrivain.
- Heinrich Brugsch (1827-1894), égyptologue
- Emil Bücherl (de) (1919-2001), chirurgien cardiaque
- Wilhelm Cauer (1900-1945), mathématicien et physicien.
- Heinrich Dernburg (1829-1907), juriste et historien du droit.
- Ernst Förstemann (1822-1906), germaniste et spécialiste des noms.
- Hans Grisebach (1848-1904), architecte
- Emil Götze (de) (1856-1901), chanteur royal prussien de chambre
- Georg Heym (1887-1912), écrivain et poète.
- Horst Jänichen (de) (1931-2020), homme politique et victime du SED.
- Wilhelm Jebens (de) (1830-1907), juriste.
- Heinz Kaschke (de) (1916-2002), député de la chambre des députés de Berlin
- Fritz Kolbe (1900-1971), fonctionnaire et résistant.
- Hermann Kühn (de) (1851-1937), homme politique et ministre d'État prussien.
- Wilhelm Lauser (de) (1836-1902), historien et journaliste.
- Serge Lhospice (1968-2015), reporter, bassiste, guitariste français.
- Julius Lohmeyer (de) (1835-1903), écrivain humoriste (Kladderadatsch)
- Karl August Möbius (1825-1908), zoologiste
- Günter Neumann (de) (1913-1972), artiste de cabaret (Die Insulaner) et compositeur
- Fridtjof Schliephacke (de) (1930-1991), architecte
- Heinrich Konrad Studt (1838-1921), homme politique et ministre d'État prussien.
- Joseph Uphues (1850-1911), sculpteur